# Cornelia Weiß
Cornelia Weiß es una deportista alemana que compitió para la RFA en judo. Ganó una medalla de bronce en el Campeonato Europeo de Judo de 1975, en la categoría de –66 kg.

## Palmarés internacional
| Campeonato Europeo | Campeonato Europeo | Campeonato Europeo | Campeonato Europeo |
| Año                | Lugar              | Medalla            | Categoría          |
| ------------------ | ------------------ | ------------------ | ------------------ |
| 1975               | Múnich (RFA)       | Medalla de bronce  | –66 kg             |